# Џон Џејмс (глумац)
Џон Џејмс Андерсон (енгл. John James Anderson; Минеаполис, 18. април 1956) амерички је глумац и продуцент, телевизијској публици најпознатији по тумачењу лика Џефа Колбија у чувеној сапуници Династија и њеном спин-офу Колбијеви.

## Каријера
Џон Џејмс је ветеран дневних сапуница, а први пут се појавио 1977. године у сапуници Потрага за сутрашњицом као Том Бергман. Године 1981, добио је улогу Џефа Колбија у сапуници ударног термина под називом Династија. У серији је остао до последње епизоде 1989. године. Џејмс је играо исту улогу у спин-оф серији Колбијеви, од 1985. до 1987. године и ТВ филму Династија: Поново на окупу 1991. године. За улогу Џефа Колбија, Џејмс је 1985. године био номинован за награду Златни глобус за најбољег споредног глумца у серији, мини-серији или ТВ филму.
Џејмс се вратио сапуницама улогом Рика Декера у сапуници Љубав за сва времена од 2003. до 2004. године. У мају 2006, добио је улогу др Џефа Мартина у сапуници Сва моја деца. У јулу 2008, Џејмс се вратио у Љубав за сва времена, поновивши улогу Рика Декера.
Што се тиче филмова, Џејмс је играо у филмовима Ледоломац (2000) са Шоном Астином, Брусом Кембелом и Стејси Кич; Проклети (Нестали) (2001) са Морган Ферчајлд и Мајклом Паром; Муња: Ватра са неба (2001) са Џесијем Ајзенбергом и Џоном Шнајдером и Хронологија (2015) са Вилијамом Болдвином и Данијем Трехом.
Продуцирао је и глумио у филму Илегални ванземаљци (2007). Године 2012, појавио се у документарцу Зависни од славе, у ком се говорило о снимању филма Илегални ванземаљци.
Године 2016, Џејмс је глумио и продуцирао научно-фантастичну акциону авантуру Акселератор. У филму је глумио са колегом из Колбијевих, Максвелом Колфилдом и са својом ћерком, Лором Џејмс.

## Лични живот
Џон Џејмс је рођен у Минеаполису као једно од троје деце власника радија Херба Оскара Андерсона (1928—2017) и његове прве супруге. Његов брат, Херб Оскар Андерсон II, такође је глумац.
Године 1989, Џејмс је оженио манекенку и другу пратиљу Мис света 1978, Дениз Елен Кауард (рођена 1955. у Аустралији). Имају ћерку Лору (рођена 1990) и сина Филипа (рођен 1992). Године 2012, Лора је победила у 19. сезони шоу-програма Следећи топ-модел Америке. Његов син Филип служи у Америчком ратном ваздухопловству.